# Geranien (Film)

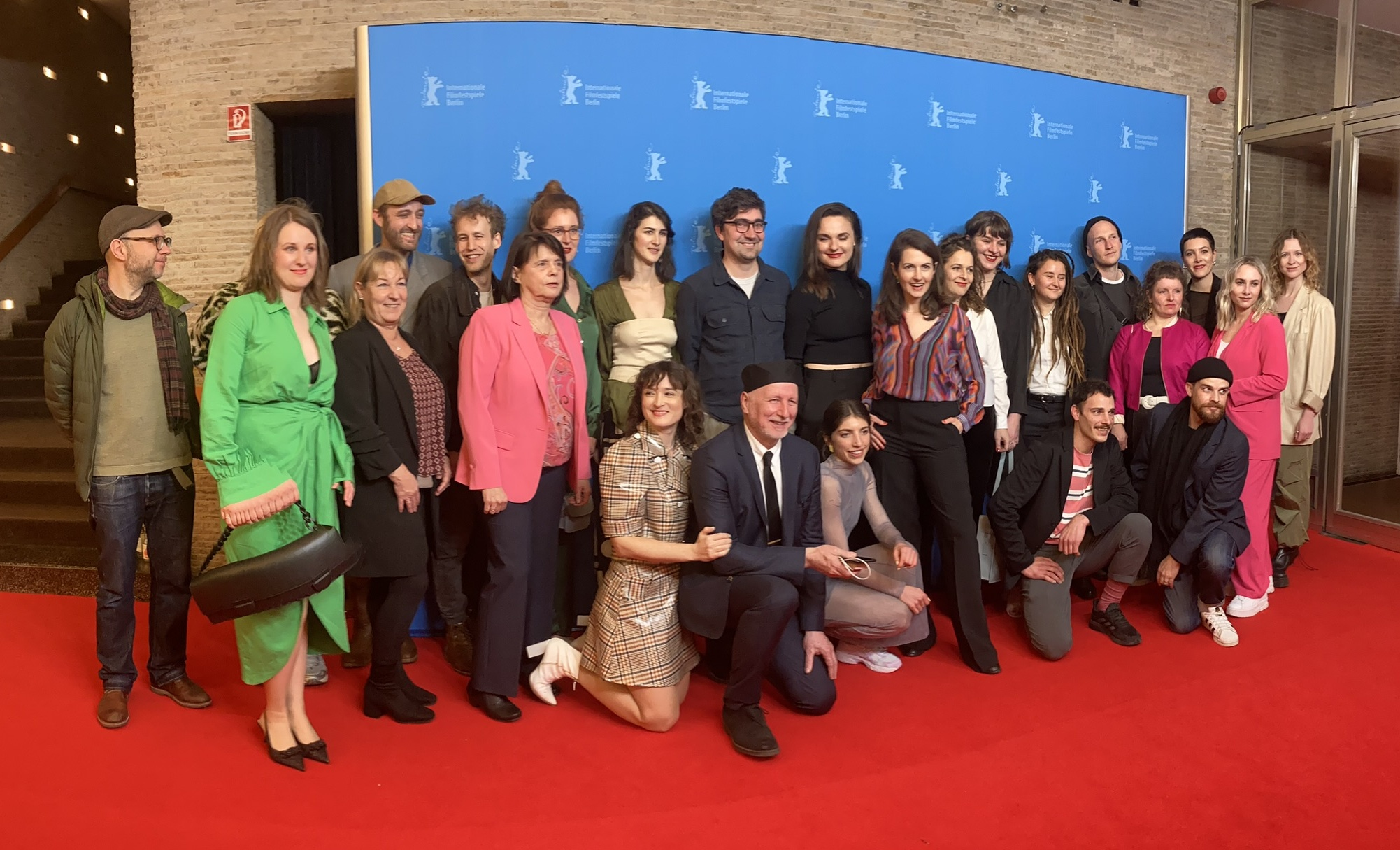
Cast & Crew bei der Premiere im Kino International

Geranien (internationaler Titel On Mothers and Daughters) ist das Spielfilmdebüt der DFFB-Absolventin Tanja Egen. Der Film hatte seine Premiere am 20. Februar 2023 in der Sektion „Perspektive Deutsches Kino“ der Berlinale.

## Handlung
Als Schauspielerin Nina zur Beerdigung ihrer Oma in ihren Heimatort im Ruhrgebiet reist, findet sie das Haus ihrer Kindheit nahezu unverändert vor. Der Beerdigungstermin muss jedoch verschoben werden, woraufhin Spannungen zwischen Mutter und Tochter entstehen. Die Oma, die sonst die Konflikte abzufedern vermochte, ist nun nicht mehr da.

## Rezeption
Auf der Berlinale-Seite heißt es, der „kluge und mit leisem Humor inszenierte“ Film erzähle nicht nur von „klassischen Familienproblemen wie Verdrängung, Sprachlosigkeit und wachsender Distanz, sondern noch viel mehr: Detailreich und liebevoll observiert Geranien die komplexen Beziehungen zwischen Töchtern und Müttern“.

## Auszeichnungen
Der Film ist im Rahmen der Berlinale in der Auswahl für den mit 5.000 Euro dotierten Kompass-Perspektive-Preis.